# 가화만사흥 (2010년 드라마)
가화만사흥(중국어 정체자: 家和萬事興, 병음: Jiāhéwànshìxīng, 영어: Lee's Family Reunion)은 2010년 11월 10일부터 2011년 11월 30일까지 SET 타이완 채널에서 방송한 드라마이다.

## 등장 인물
- 황사오치:	가오톈청(高天誠), 샤오톈청(蕭天誠) 역
- 차이쥔루:	리후이신(李慧心) 역
- 장펑수: 샤융전(夏永真) 역
- 셰청쥔: 샤오한성(蕭漢昇) 역
- 한위:	리정난(李正男) 역
- 천관린: 팡샤오쭈(方小祖), 천자바오(陳家寶) 역
- 천페이치: 린아이린(林艾琳) 역